# Puig de ses Bruixes
El puig de ses Bruixes és una muntanya del massís de Randa, Mallorca, a la serra de Galdent, situada al terme de Llucmajor. Presenta una altitud de 352 metres i el seu cim és rocallós i amb aspecte de formiguer. El puig formava part de la possessió de Son Saleta i és just al límit amb el terme d'Algaida. Anomenat abans puig de Sant Joan, documentat el 1332, i puig Agut de Ferrutxelles. En el segle xv, segons la tradició s'hi col·locà una creu al seu cim amb l'objectiu d'espantar les bruixes que es dirigien d'Algaida a Llucmajor. Actualment la creu no existeix, però sí una perforació al cim que fa pensar en un buit per acoblar-hi l'extrem d'un pal o d'una creu.
Una rondalla mallorquina conta que al puig habitaven unes bruixes que s'entretenien espantant els habitants de la contrada. Els repobladors catalans anaren a donar part al rei en Jaume pels perjudicis que els provocava. El Conqueridor s'hi desplaçà amb la seva carrossa i alguns capellans, clavà una creu al cim i foragità totes les bruixes per sempre més.